# Maxime Meiland
Maxime Meiland (Sassenheim, 25 november 1995) is een Nederlands mediapersoonlijkheid. Ze is voornamelijk bekend van het televisieprogramma Chateau Meiland waarin ze samen met haar familie gevolgd werd tijdens hun leven in Frankrijk. Voor het programma won de familie Meiland de Gouden Televizier-Ring.

## Levensloop
Meiland verscheen in 2007 voor het eerst op televisie samen met haar ouders en zus in het televisieprogramma Ik vertrek. De familie Meiland vertrok naar Frankrijk om een bed & breakfast te beginnen. Na twee jaar keerde de familie weer terug naar Nederland. Deze uitzending keerde in 2015 terug op televisie tijdens het speciale 10 jaar Ik vertrek seizoen, waarin bekende Nederlanders terugblikken op de leukste afleveringen.
Begin 2019 vertrok Meiland met haar ouders en een huisvriendin wederom naar Frankrijk om daar een chateau volledig te renoveren en er een bed & breakfast van te maken. Dit werd vastgelegd en is sinds mei 2019 te volgen in het SBS6-programma Chateau Meiland, mede door het succes kreeg het programma meerdere seizoenen. Het programma won de Gouden Televizier-Ring.
Sinds begin 2020 is Meiland bezig met het opzetten van een eigen kledinglijn, diezelfde kledinglijn kwam in april 2020 in opspraak toen mensen erachter kwamen dat sommige ontwerpen bij de Chinese website Aliexpress te bestellen zijn. Daarnaast was Meiland in 2020 te zien in haar eigen serie Wat wil Maxime?, dat gemaakt werd voor LINDA.meiden. Dit programma wordt in België onmiddellijk na Chateau Meiland uitgezonden op VIJF.
In mei 2021 maakte Meiland haar presentatiedebuut samen met haar zus Montana Meiland in hun eigen klusprogramma Petit Chateau op SBS6.
Wegens het aanhoudende succes van Chateau Meiland kreeg het programma in 2024 twee nieuwe spin-off programma's: Chateau Meiland VIPS waarin de familie Meiland in iedere aflevering twee andere bekende Nederlanders in hun pension ontvangt en Chateau Meiland en Route waarin de familie een rondreis door Europa maakt in een camper. In 2025 werden deze opgevolgd door de serie Chateau Meiland La Dolce Vita.
In september 2024 lanceerde Meiland in samenwerking met twee vriendinnen de podcast Maxime's mini misdaad.

## Privé
Meiland is de jongste dochter van Martien Meiland en Erica Renkema. Op 7 augustus 2017 beviel Meiland als alleenstaande op 21-jarige leeftijd van haar eerste dochter. Sinds augustus 2020 heeft Meiland een relatie met cameraman Leroy Molkenboer, met wie ze op 14 september 2021 haar tweede dochter kreeg. In maart 2022 kondigden Meiland en Molkenboer aan dat ze verloofd waren. Op 30 juli 2022 vond het huwelijk plaats.

## Televisie

### Realityserie
- Ik vertrek (2007)
- Chateau Meiland (2019-heden)
  - Kerst op Chateau Meiland (2019)
  - Kerst met de familie Meiland (2020-2023)[30]
  - Wat goééééd! Het beste van Chateau Meiland (2023)[31]
- Wat wil Maxime? (2020)
- Chateau Bijstand (2022)[32]
- Chateau Meiland VIPS (2024)
- Chateau Meiland en Route (2024)
- Chateau Meiland La Dolce Vita (2025-heden)

### Presentatrice
- BINGO! De 100.000 euro quiz (2020), als co-presentatrice samen met Erica Renkema[33]
- Petit Chateau (2021), presentatieduo met Montana Meiland
- Bommetje! (2023), eenmalige co-presentatrice

### Overige
- Ik hou van Holland - Oudejaarsavond-special (2019), als deelnemer
- Wie het laatst lacht... (2020), nam haar ouders in de maling[34]
- Vier handen op één buik (2021), als helpende bekende moeder[35]
- Marble Mania (2022), als deelnemer samen met Martien, Erica en Montana Meiland
- Het Jachtseizoen (2022), duo met Montana Meiland
- Code van Coppens: De wraak van de Belgen (2022), duo met Erica Renkema
- The Big Bang (2023), duo met Montana Meiland
- Who's that girl? (2023), als hoofdgast[36]
- De kwis met ballen VIPS (2025), als deelnemer samen met Martien, Erica, Montana en Jaap Meiland.[37]